# آلفا رومئو پاندیون
آلفارومئو پاندیون (Alfa Romeo Pandion) خودرویی است. طراحی آن خودروهای موتور جلو-محور عقب بوده‌است.
موتور آن ۴۶۹۱ سی‌سی است.